# Храм Святых Петра и Павла (Неплюевка)
Храм во имя Святых Апостолов Петра и Павла — приходской православный храм в селе Неплюевка Карталинского района Челябинской области на берегу реки Камышлы-Аят. Построен в 1880-е годы. Входит в состав Карталинского благочиния Магнитогорской епархии Челябинской митрополии Русской православной церкви. Здание храма является выявленным объектом культурного наследия и находится под охраной государства.

## История строительства храма
Деревянный храм с деревянной колокольней на каменном фундаменте с деревянной сторожкой в селе Неплюевка были возведены на средства прихожан-казаков Неплюевского поселка в 1884 году. Основным материалом была лиственница. Изначально строение было холодным. 1 октября 1885 года (по старому стилю) на праздник Покрова Пресвятой Богородицы был совершён чин освящения храма. В штате при церкви числились один священник и один псаломщик.
Церковь уникальна: внутри алтаря находится фреска с портретом генерал-губернатора Ивана Неплюева, в честь которого наименовано село.
Согласно информации от 1929 года Неплюевский приход составлял 568 человек и был «тихоновского» течения, не являлся обновленческим.

## Советское время
В августе 1920 года в восьми километрах от Неплюевского селения без суда и следствия были расстреляны 5 человек из Могутовского посёлка, среди них священник Могутовского поселка и могутовские казаки, которых везли под конвоем в Полтавскую станицу. На этом месте был установлен памятный крест и это место почитается как святое.
В 1935 году приход был ликвидирован, храм ограблен и осквернен. На колокольне Неплюевской церкви был комплект из 6 колоколов общим весом 61 пуд 22 фунта. В 1935 году все колокола были сняты с колокольни и отправлены в переплавку. Были попытки сбросить купола, но местные жители не позволили разграбить строение. В годы советской власти здание храма использовалось как склад.

## Современное состояние
В начале 2000-х годов были выделены средства на ремонтные работы. С 2010 по 2011 годы один из челябинских предпринимателей активно жертвовал и помогал храму. На эти средства были выполнены отделочные работы. В 2013 году храм обрёл благоустроенный вид.